# Jermyn Street

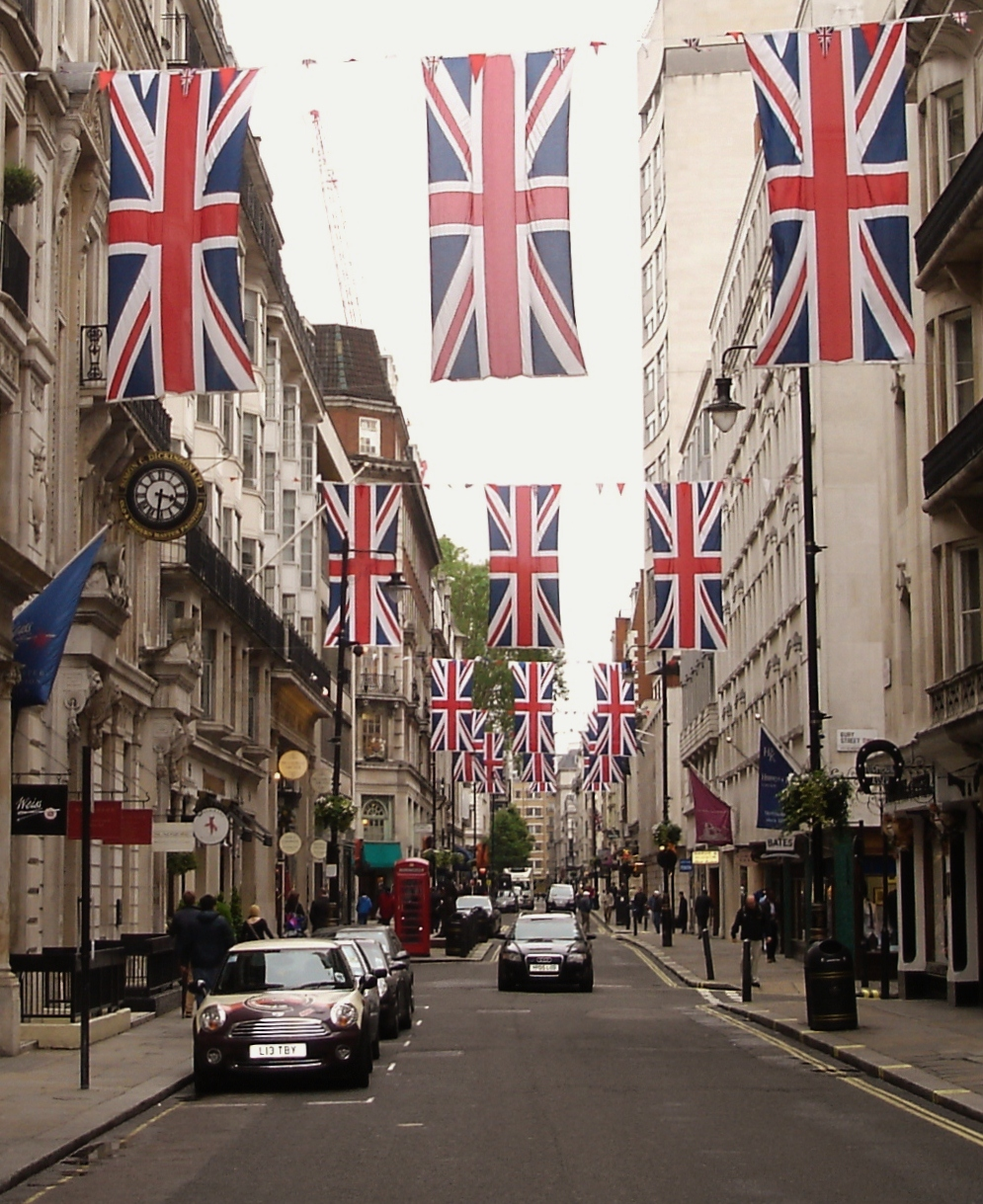
Jermyn Street

Die Jermyn Street ist eine Straße im Zentrum von London, England. Sie verläuft parallel zur Piccadilly und ist bekannt für die dort ansässigen Hemdenhersteller. In der Jermyn Street finden sich sowohl Geschäfte, die Hemden „von der Stange“ anbieten als auch Schneider, die Hemden nach Maß anfertigen sowie Anbieter von Herrenaccessoires, wie zum Beispiel Hüten, Schirmen und Schuhen. Der 1885 gegründete Hemdenmacher Turnbull & Asser fertigt als Hoflieferant die Hemden für König Charles III. an.
Die Jermyn Street wurde nach Henry Jermyn, 1. Earl of St. Albans (1671–1674), benannt. Um das Jahr 1667 herum modernisierte dieser das gesamte Londoner Stadtviertel St. James, darunter auch die Jermyn Street. Vor dem Eingang zur Piccadilly Arcade, der Ladenpassage zur Straße Piccadilly, steht eine Statue des Beau Brummell, der um 1800 als Trendsetter der Mode galt.
Neben den Geschäften der Hemdenhersteller beheimatet die Straße auch das Jermyn Street Theatre, das etwa 70 Zuschauer fasst. Der vermutlich bekannteste Bewohner der Straße war Isaac Newton, der hier während seiner Zeit als Warden of the Mint lebte. Der Chirurg John Hunter hatte hier ebenfalls sein Zuhause. Heute hat die Unternehmensberatung McKinsey & Company ihr Hauptquartier in der Jermyn Street. Die Käsehandlung Paxton and Whitfield hat ihren Londoner Sitz seit 1835 in der Jermyn Street, zunächst in Hausnummer 18, seit 1896 bis heute in Hausnummer 93. Auch die Firma Charlton & Co., die als eine der ersten Earl Grey verkaufte, hatte in den 1880er Jahren ihren Sitz in der Jermyn Street.

## Bedeutende Hemdenhersteller
- New & Lingwood (No. 53)
- Hilditch & Key (Nos. 37 and 73)
- Charles Tyrwhitt (No. 92)

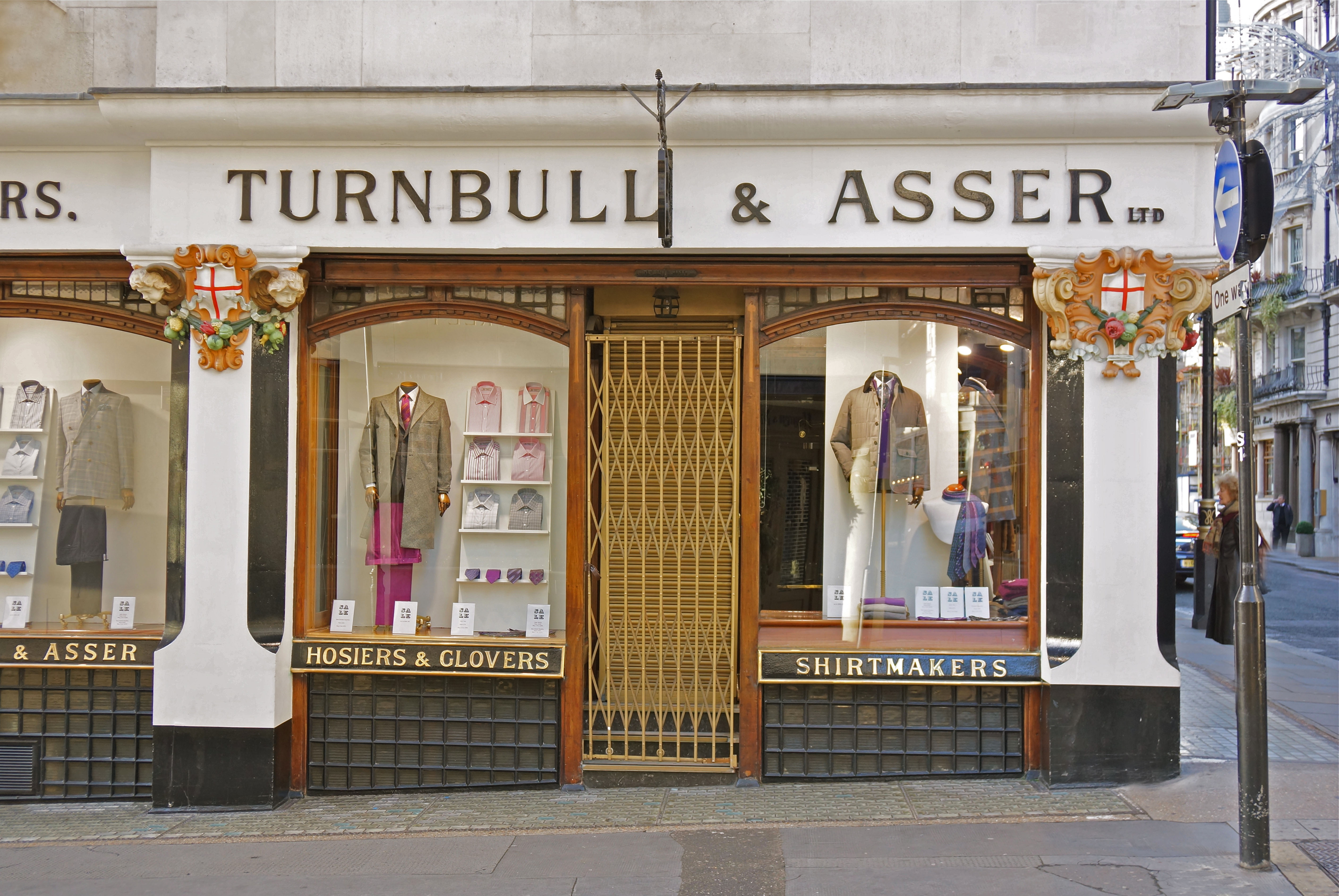
Turnbull & Asser

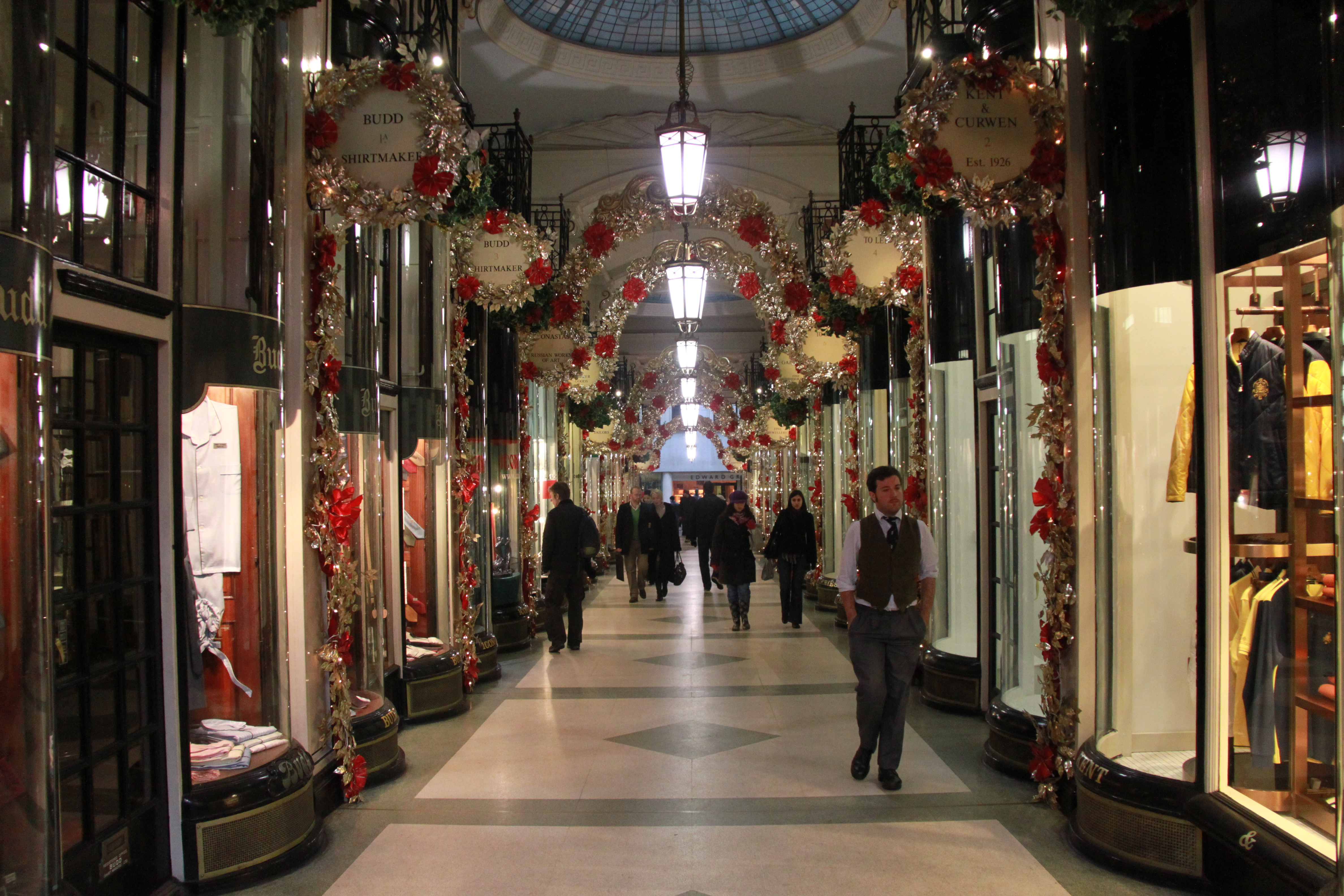
Piccadilly Arcade

- Hawes & Curtis (Nos. 33–34 and 82)
- Thomas Pink (No. 85)
- T.M.Lewin (Nos. 103–106)
- Turnbull & Asser (Nos. 71–72), Hoflieferant